# Schronisko Żarskie

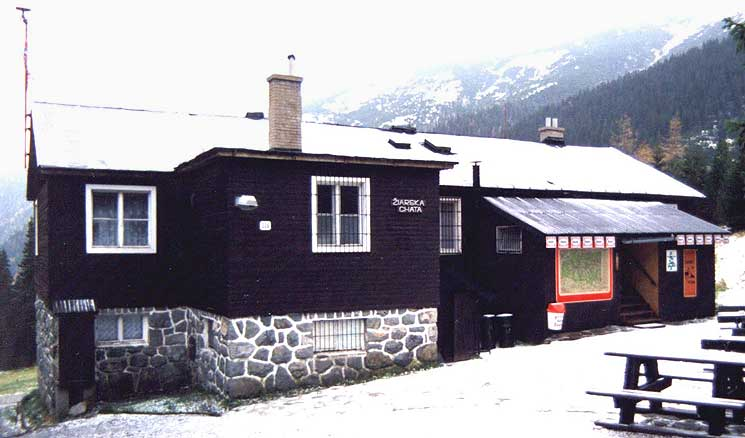
Stare Schronisko Żarskie

Schronisko Żarskie (słow. Žiarska chata, chata v Žiarskej doline) – schronisko turystyczne w Dolinie Żarskiej w słowackich Tatrach Zachodnich, położone na wysokości 1289 m. Schronisko dysponuje 40 miejscami noclegowymi w pokojach 2- i 4-osobowych. W schronisku są jadalnia, bufet, oświetlenie elektryczne. Na południowo-wschodniej ścianie budynku umiejscowiony jest punkt osnowy geodezyjnej o wysokości 1289,1253 m w układzie Balt po vyrovnaní (pomimo to podawane są także nieprawidłowe wysokości usytuowania obiektu – 1280 m lub 1325 m).
Obok budynku schroniska znajduje się stróżówka THS (odpowiednik polskiego TOPR-u), a w pobliżu nowy Symboliczny Cmentarz Ofiar Tatr Zachodnich.

## Historia
Pierwsze schronisko wybudowane zostało w latach 1937–1939 przez mieszkańców Żaru  i Smreczan pod kierunkiem majstrów z nieodległych wsi Okoličné i Trzciana. Oficjalne otwarcie obiektu, którego koszt wyniósł 400 tys. koron, nastąpiło 1 lipca 1939 r., dwa miesiące przed wybuchem wojny. Oferował on noclegi w dwóch wspólnych sypialniach (20 łóżek) i 10 pokojach (30 miejsc), było wyposażone w dwie jadalnie (z których jedną przebudowano wkrótce na mieszkanie chatara), kuchnię, umywalnie z ciepłą i zimną wodą oraz narciarnię w przyziemiu. Całość oświetlana była lampami naftowymi. W chwili otwarcia schronisko było najnowocześniejszym na Słowacji.
W czasie II wojny światowej chata służyła za schronienie dla osób prześladowanych przez faszystowski reżim. Po wybuchu słowackiego powstania narodowego i opuszczeniu obiektu w połowie września 1944 roku przez ostatnich turystów schronisko stało się bazą partyzantów. W październiku i listopadzie stacjonował w nim sztab radzieckiej partyzanckiej brygady kpt. Władimira Macniewa „Potiomkina” (fakt ten upamiętnia pamiątkowa tablica) oraz mniejsze oddziały partyzantów słowackich i polskich. 10 grudnia 1944 r. podczas walki Niemców z partyzantami, w czasie której zginęło czterech Rosjan i Słowaków, schronisko zostało rozgrabione i doszczętnie spalone.
Plany ponownego wzniesienia schroniska pojawiły się w roku 1946 w ramach inicjatywy odbudowy schronisk zniszczonych w czasie wojny, jednak nigdy nie doczekały się pełnej realizacji mimo zarezerwowania na ten cel 2,5 mln koron. Prace podjęto w latach 1946–1947, jednak nie zostały one dokończone. Ich spowolnienie przypisuje się równoległej budowie kombinatu metalurgicznego w Koszycach. Ostatecznie funkcje obiektu turystycznego pełnił tymczasowy w swoim założeniu drewniany barak postawiony początkowo dla robotników. Budowlę ukończono w 1949 roku, następnie kilkakrotnie ją powiększając. W latach 1958–1960 dobudowano pomieszczenia kuchni, jadalni i sypialni. Wówczas też schronisko wyposażono w naftowy agregat, w późniejszych latach budując kanalizację i wprowadzając toaletę do wewnętrznej łazienki. W roku 1974 do schroniska doprowadzono drogę asfaltową, zaś pięć lat później zamontowano ogrzewanie węglowe. W 1979 obiekt podłączono do sieci elektrycznej. Prace te połączono z budową wyciągu narciarskiego na Pośredni Groń. W późniejszym czasie zbudowano też oczyszczalnię ścieków.
Właścicielami powojennej chaty byli kolejno: JTO Sokol, Turista, Interhotely Ružomberok, Stredoslovenská správa účelových zariadení a od 1991 Telovýchovna jednota Družba Smrečany – Žiar. W tym czasie funkcje chatarów pełnili: Ján Herich, Adam Juráš, Anton Vlček, Ján Čáni, ponownie Adam Juráš, Jan Repčík, Štefan Gavorník, Iveta Rybanská i Miroslav Matejka.
30 kwietnia 2006 roku schronisko zostało zburzone, a na jego miejscu do sierpnia tego samego roku postawiono nowy budynek o podobnym kształcie, którego powierzchnia użytkowa była jednak o 325 m² większa od poprzedniego. Uroczyste otwarcie nastąpiło 2 września 2006 r.
25 marca 2009 roku ze stoków między Jałowiecką Kopą a Jałowieckim Przysłopem zeszła potężna lawina o szerokości 2,5 km i 20 m wysokości nazwana później lawiną stulecia. Schronisko ocalało, zostało jednak uszkodzone, podobnie jak Symboliczny Cmentarz Ofiar Tatr Zachodnich w pobliżu schroniska.
W 2009 roku stanowisko chatara objął Miroslav Dzuroška, zaś w 2016 jego następcą został Stanislav Poliak.

## Szlaki turystyczne
– niebieski szlak od wylotu Doliny Żarskiej wzdłuż Smreczanki do Schroniska Żarskiego, stąd dalej przez Rozdroże pod Bulą na Smutną Przełęcz i dalej do Doliny Rohackiej.
- Czas przejścia od wylotu doliny do schroniska: 1:30 h, z powrotem tyle samo
- Czas przejścia od schroniska na Smutną Przełęcz: 2 h, ↓ 1:10 h

  – zielony szlak z Banówki przez Jałowiecką Przełęcz do Schroniska Żarskiego, dalej wspólnie ze szlakiem niebieskim do Rozdroża pod Bulą, a stąd na Żarską Przełęcz i dalej do rozdroża Zahrady w Dolinie Jamnickiej i na Otargańce.
- Czas przejścia z Banówki do schroniska: 2 h, ↑ 3 h
- Czas przejścia ze schroniska na Żarską Przełęcz: 1:45 h, ↓ 1:10 h